# Get Lucky (Album)
Get Lucky (engl. für: „Werde Glücklich“) ist das sechste Soloalbum des britischen Musikers Mark Knopfler. Es erschien 2009 und erreichte in Deutschland Platz zwei der Albumcharts. 

## Hintergrund
Das Album wurde in Knopflers eigenen Studios, den British Grove Studios in London aufgenommen und am 11. September 2009 veröffentlicht. In Deutschland erreichte das Album, wie schon der Vorgänger Kill to Get Crimson, Platz 2 in den Albumcharts. Unterstützt wurde Knopfler bei seinem Album von Musikern wie beispielsweise Guy Fletcher oder Richard Bennett, mit denen er bereits bei vorherigen Alben zusammengearbeitet hatte. 
Auch auf seinem sechsten Soloalbum bleibt Knopfler seinem Stil treu und lässt einige Folk- und Blueselemente einfließen. Thematisch bietet das Album ein breites Spektrum, von einem verstorbenen Onkel in Piper to the End bis zur Würdigung des Gitarrenbauers Monteleone. Die erste Single aus dem Album war Border Reiver, das vom Leben eines LKW-Fahrers erzählt und an ein schottisches Volkslied erinnert.

## Titelliste
1. Border Reiver – 4:35
2. Hard Shoulder – 4:33
3. You Can't Beat the House – 3:25
4. Before Gas and TV – 5:50
5. Monteleone – 3:39
6. Cleaning My Gun – 4:43
7. The Car Was the One – 3:55
8. Remembrance Day – 5:05
9. Get Lucky – 4:33
10. So Far from the Clyde – 5:58
11. Piper to the End – 5:47

## Kommerzieller Erfolg

### Chartplatzierungen
| ChartsChartplatzierungen       | Höchstplatzierung | Wochen |
| ------------------------------ | ----------------- | ------ |
| Deutschland (GfK)              | 2 (31 Wo.)        | 31     |
| Österreich (Ö3)                | 10 (7 Wo.)        | 7      |
| Schweiz (IFPI)                 | 5 (11 Wo.)        | 11     |
| Vereinigte Staaten (Billboard) | 17 (8 Wo.)        | 8      |
| Vereinigtes Königreich (OCC)   | 9 (5 Wo.)         | 5      |

| ChartsJahrescharts (2009) | Platzierung |
| ------------------------- | ----------- |
| Deutschland (GfK)         | 47          |
| Schweiz (IFPI)            | 98          |

### Auszeichnungen für Musikverkäufe
| Land/Region                  | Auszeichnungen für Musikverkäufe (Land/Region, Auszeichnung, Verkäufe) | Verkäufe |
| ---------------------------- | ---------------------------------------------------------------------- | -------- |
| Dänemark (IFPI)              | Gold                                                                   | 15.000   |
| Deutschland (BVMI)           | Gold                                                                   | 100.000  |
| Italien (FIMI)               | Gold                                                                   | 30.000   |
| Norwegen (IFPI)              | Gold                                                                   | 15.000   |
| Polen (ZPAV)                 | Gold                                                                   | 10.000   |
| Vereinigtes Königreich (BPI) | Silber                                                                 | 60.000   |
| Insgesamt                    | 1× Silber · 5× Gold ·                                                  | 230.000  |